# Horsemanship
Med horsemanship menas att man förstår hur man bygger upp en relation mellan hästen och människan. Det innebär att man har lärt sig hur hästen reagerar och agerar och hur man kan undvika problem genom att ha kunskap om hästens natur. God hästkunskap behövs för att rätt hantera hästen i alla de situationer vid utövande av all slags hästsport och all annan verksamhet där hästar används. 
Lite mer utvidgat innefattas i god horsemanship även allt som görs för hästen för att sätta hästens välbefinnande i centrum: god hästhållning, det vill säga riktig utfodring, skötsel och miljö i stallet, skoning, korrekt sadling och betsling med mera. 
Horsemanship har även anknytning till träning av och relation till hästen, bland annat ledarskap och hur man kommunicerar med hästen. Bra hästkunnande ger enklare, roligare och säkrare tillvaro med hästen.